# Йонссон, Элин
Элин Кристина Ловиса Йонссон (швед. Elin Kristina Lovisa Jönsson; род. 31 августа 1973, Стокгольм, Швеция) — шведская журналистка и писательница, известная своими репортажами из России, Украины и стран бывшего СССР. С 2011 года работает на Шведском телевидении (SVT), где освещает международные события, включая аннексию Крыма и войну в Украине.

## Биография
В 1991 году, будучи студенткой по обмену от AFS, Йонссон впервые посетила Советский Союз, оказавшись в Москве во время августовского путча. Этот опыт повлиял на её интерес к региону и определил направление её журналистской карьеры.
С начала 2000-х годов Йёнссон работала фрилансером, сотрудничая с Sveriges Radio и SVT, освещая события в России и странах СНГ. В 2008 году она опубликовала книгу «Konsten att dölja en massaker» («Искусство скрыть резню»), посвящённую беспорядкам в Андижане, Узбекистан, в 2005 году.
С 2011 по 2017 год Йёнссон была корреспондентом SVT в России. С 2022 года она является корреспондентом SVT в Украине, освещая войну и её последствия.

## Награды
- 2009 — Премия Политковской за книгу «Konsten att dölja en massaker».
- 2009 — Премия Eldh-Ekblads fredspris.
- 2024 — Премия Корделии Эдвардсон за выдающееся освещение войны в Украине.

## Фильмография
- Long Distance Love (2008) — документальный фильм о киргизском трудовом мигранте в Москве[1].